# ムーアコップ

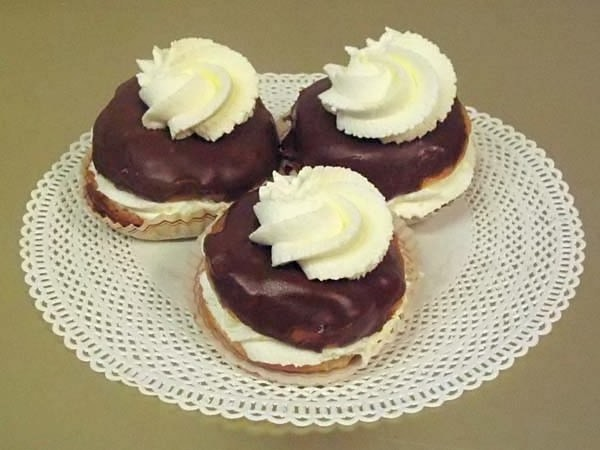
3個のムーアコップ

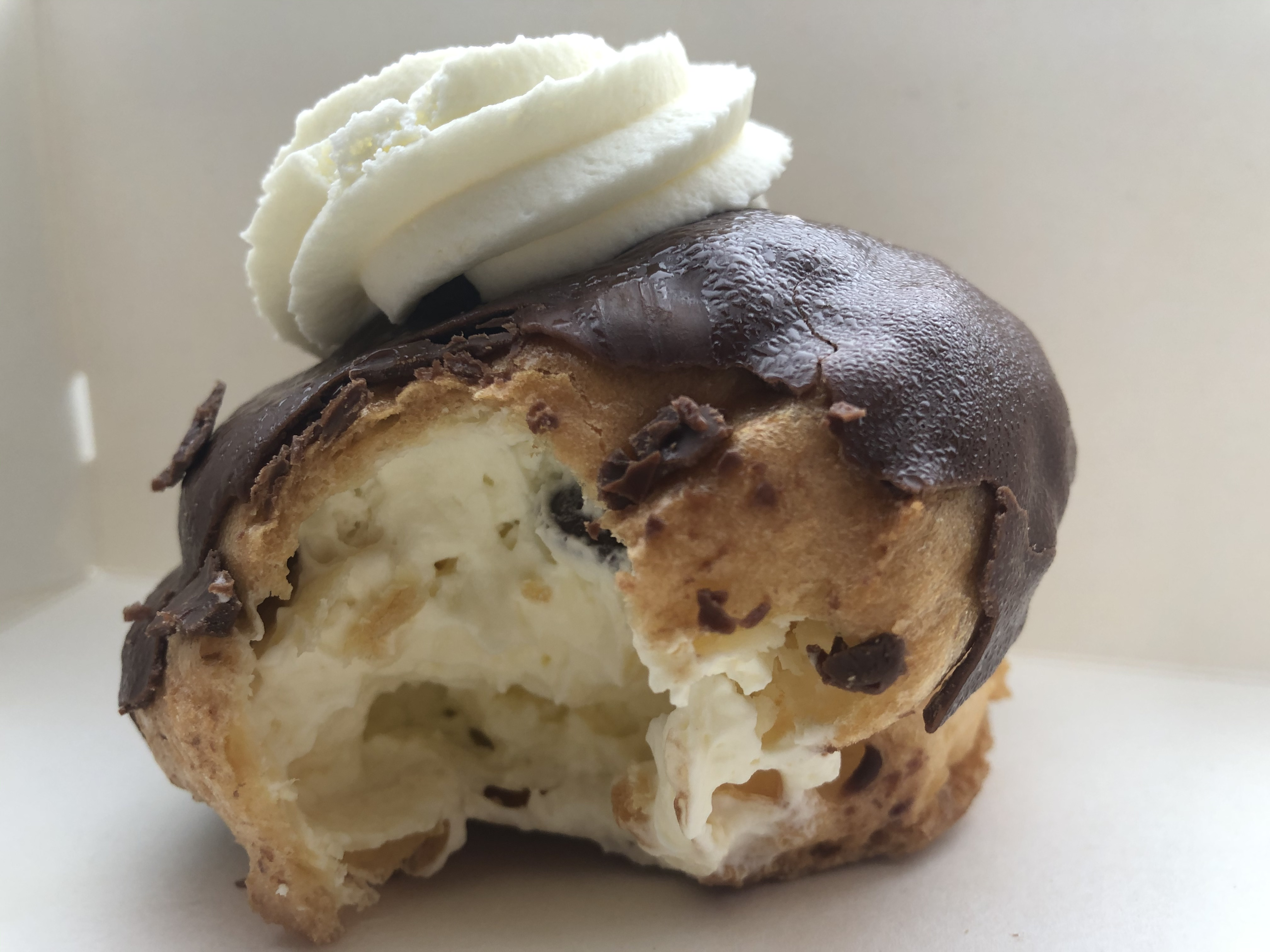
ムーアコップの断面

ムーアコップ（オランダ語: moorkop）は、オランダのスイーツ。中にホイップクリームを詰めたプロフィトロール（一口サイズの小さなシュークリーム）をチョコレートでコーディングした菓子である。
複数形は「ムーアコッペン（moorkoppen）」。

## 名称について
名称は「ムーア人の頭」の意。
2020年2月、オランダ南ホラント州モンステル（現・ウェストラント）の製菓店「My Cakes」が「ムーアコップの名称は人種差別的であり、人種差別に加担するような名称は使用しなくない」として、自分の店では、今後「roomkop（オランダ語で『クリーム頭』の意）」と呼ぶことをFacebookに投稿し、同様のプレスリリースをオランダのマスコミに配布したことで、この主張はオランダ国内に広く知られることになった。これにオランダ大手小売りチェーン店であるHEMAが賛同し、同年3月から「ムーアコップ」の名称を使わないようにすることを発表して、「chocobol（チョコボール）」をHEMAで取り扱うときの商品名とした。
しかし、伝統的な名称を使うことを望み、「My Cakes」に反対する人も少なからず存在し、Facebookには賛同するコメントの他に反対するコメントも書き込まれた。また、報道のあった翌日には「My Cakes」に来店し、店内で攻撃的な態度を取りながら「ムーアコップを買いたい」と繰り返す反対派も現れ、従業員の安全を考慮して、その日は臨時休業となった。